# جرف اسبيل (ذمار)
جرف اسبيل هي إحدى قرى الجمهورية اليمنية. تتبع جغرافيا لمحافظة ذمار وإداريًا لمديرية ميفعة عنس. يبلغ تعداد سكانها 5029 نسمة حسب الإحصاء الذي أجري عام 2004.